# Вольф, Моисей Михайлович
Моисей Михайлович Вольф (1880, Шклов, Могилёвская губерния — 1933, Москва) — советский хозяйственный деятель, заместитель народного комиссара зерновых и животноводческих совхозов СССР.

## Биография
Родился в еврейской семье, получил высшее образование по специальности агронома в МСХИ.
Член РКП(б) с 1920, до этого был меньшевиком.
В 1909—1919 годах работал на Харьковской областной сельскогохозяйственной станции, заведующим опытного поля, помощником заведующего станцией. В апреле 1920 года назначен заместителем министра земельных дел УССР. В 1921—1926 годах занимал разные должности в наркомате земледелия УССР. В 1926—1928 годах — руководитель Центрального статистического управления УССР. С 1928 года был заместителем народного комиссара совхозов СССР. В начале 1930-х был вторым вице-президентом ВАСХНИЛ.
Проживал в Москве по адресу: Большой Новинский переулок, дом 3, квартира 51. Арестован 9 января 1933. Приговорён коллегией ОГПУ 11 марта 1933 по обвинению в контр-революционной, шпионской и вредительской деятельности в сельском хозяйстве к ВМН. Расстрелян 12 марта 1933 и похоронен на Ваганьковском кладбище. Впоследствии упоминался в показаниях арестованного Н. И. Вавилова. Реабилитирован посмертно 12 марта 1957 ВКВС СССР.

## Семья
Жена — музыкальный педагог и теоретик музыкального образования Надежда Львовна Гродзенская (1892—1974). Дочь — Елена Михайловна Вольф (1927—1989) — советский лингвист-романист, доктор филологических наук, заведующая сектором романских языков Института языкознания АН СССР, член-корреспондент Коимбрского университета.

## Память
8 октября 2021 в Харькове открыта мемориальная доска, в церемонии приняли участие руководство и представители Института растениеводства имени В. Я. Юрьева, Харьковской областной государственной администрации, Харьковского городского совета, Немышлянского района Харькова и Ольховской объединённой территориальной общины.

## Вклад в науку
Внедрил плановость и методологию научного эксперимента для сельского хозяйства, с 1908 и до сих пор используется так называемый «сноп Вольфа». Также является автором порядка полутора сотен публикаций по теме сельского хозяйства.

## Публикации
- Вольф М. М. Значение фосфорной кислоты в жизни растения при временном понижении влажности почвы. Харьковская обл. с.-х. опытная станция, отдел полеводства № 14. — Харьков : тип. Вукоспiлки, 1922. — 26 с.: черт.[7]
- Вольф М. М., Калманович М. И. Батрачествo и стрoительствo сoвхoзoв : доклады на VI Всесоюзном съезде профсоюза сельхозлесрабочих. Центр. ком. проф. союза сельхозлесрабочих СССР. — Москва : ВЦСПС, 1929. — 104 с.[8]